# Chak Imam Ali
Chak Imam Ali – miasto w północnych Indiach w stanie Uttar Pradesh, na Nizinie Hindustańskiej.
Populacja miasta w 2001 roku wynosiła 4124 mieszkańców.